# Сан Никола (Козенца)
Сан Никола је насеље у Италији у округу Козенца, региону Калабрија.
Према процени из 2011. у насељу је живело 474 становника. Насеље се налази на надморској висини од 323 м.